# 투른 운트 탁시스

투른 운트 탁시스의 문장

투른 운트 탁시스(Thurn und Taxis)은 브리프아델의 일부인 독일 귀족 가문이다. 이 가문은 16세기부터 1806년 신성 로마 제국이 멸망할 때까지 유럽 우편 서비스의 핵심 역할을 했으며, 양조장 소유주이자 여러 성의 관리인으로 잘 알려졌다. 이 가문은 1748년부터 레겐스부르크에 거주했으며, 1803년부터는 세인트 에머람 성에 자리를 잡았다. 이 가문은 독일에서 가장 부유한 가문 중 하나이며, 현재 가문의 수장은 투른 운트 탁시스의 12대 공인 알베르트이다.
그들은 이전의 주권 제국 백국에 속한 가문 중 하나였으며, 나중에는 뷔르템베르크 왕국(부하우 대공 수도원, 현재는 바트부하우), 바이에른 왕국, 호엔촐레른-지크마링겐으로 합병되었다.